# نيكولاس ديفيز
نيكولاس ديفيز (بالإنجليزية: Nicholas Barry Davies) (و. 1952 – م) هو عالم طيور من المملكة المتحدة، هو عضوٌ في الجمعية الملكية.

## الأبحاث
ساعد في كتابة بحثٍ مع جون كريبس حول تحديد مجال البيئة السلوكية ودراسة كيفية تطور السلوك كاستجابة لضغوط ما.
وقد ربطت دراسته لطائر بني صغيرالملاحظات السلوكية التفصيلية للأفراد إلى نجاحهم الإنجابي، وذلك باستخدام ملامح الحمض النووي لقياس الأبوة والأمومة، وكشفت كيف أدت الصراعات الجنسية إلى أنظمة متزاوجة متغيرة بما في ذلك الزواج الأحادي، تعدد الزوجات، بولياندري وبوليجيناندري.
وقد كشفت دراساته عن الوقواق ومضيفيها سباق التسلح التطوري.
وتشمل دراساته الأخرى: اقتصاد الأراضي، البحث في الفراشات والضفادع. والصراع بين الوالدين والنسل، والانتقال إلى الاستقلال في الطيور الصغيرة.

## مناصب وهيئات
إدارة جامعة كامبريدج.

## جوائز
حصل على جوائز منها:
- زميل في الجمعية الملكية
- جائزة ويليام بيت هاردي [الإنجليزية]‏
- وسام فرينك.